# 康準鉉
康 準鉉（カン・ジュニョン、朝鮮語: 강준현、1964年8月19日 - ）は、大韓民国の政治家。第3代世宗特別自治市政務副市長、共に民主党所属の第21・22代韓国国会議員を歴任。
本貫は信川康氏。元忠清南道議会議員の康基世は父。

## 経歴
忠清南道燕岐郡（現・世宗特別自治市）錦南面出身、実家は薬局。南大田高等学校、忠南大学校建築工学科卒。同校大学院修了（建築計画修士）。2004年から大田経済正義実践市民連合後援理事、建陽大学校外来教授、民主平和統一諮問会議諮問委員、世宗特別自治市人材育成財団常任理事、同市第3代政務副市長、行政安全部政策諮問委員会地方自治分権分科委員会委員、忠南大学校建築工学科特任教授などを務めた。